# لوسي كوزينز
لوسي كوزينز (بالإنجليزية: Lucy Cousins)‏ هي كاتِبة ورسامة توضيحية بريطانية، ولدت في 10 فبراير 1964 في المملكة المتحدة.